# Coupe nordique de futsal 2019
Navigation
Édition précédente 2021
La Coupe nordique de futsal 2019 est la sixième édition de la Coupe nordique de futsal qui a lieu en Finlande dans la ville de Turku,, un tournoi international pour les équipes des pays nordiques.

## Participants
Les participants sont les mêmes que lors des trois éditions précédentes : la Finlande (tenante du titre), la Suède, le Danemark, la Norvège et le Groenland.

## Classements et résultats
| Équipe    | J | V | N | D | BM | BE | DB  | Pts |
| --------- | - | - | - | - | -- | -- | --- | --- |
| Finlande  | 4 | 4 | 0 | 0 | 25 | 4  | +21 | 12  |
| Norvège   | 4 | 2 | 0 | 2 | 9  | 11 | -2  | 6   |
| Suède     | 4 | 2 | 0 | 2 | 14 | 10 | +4  | 6   |
| Groenland | 4 | 1 | 0 | 3 | 6  | 24 | -18 | 3   |
| Danemark  | 4 | 1 | 0 | 3 | 12 | 17 | -5  | 3   |

| 29 novembre 2019 | Norvège                                   | 2 - 1 | Suède           | Turku, Finlande |  |
|                  | Tobias Schjetne 4e · Christopher Moen 32e |       | 17e Adnan Cirak |                 |  |
|                  | (Rapport)                                 |       |                 |                 |  |

| 29 novembre 2019 | Finlande | 11 - 1 | Groenland              | Turku, Finlande |  |
|                  | Iiro Vanha 4e · Sergei Korsunov 8e 30e · Henri Alamikkotervo 14e 29e · Petri Grönholm 15e · Antti Teittinen 22e · Miika Hosio 28e · Lassi Lintula 31e · Juhana Jyrkiäinen 39e · Teemu Lukkari 39e |        | 16e Patrick Fredriksen |                 |  |
|                  | (Rapport) |        |                        |                 |  |

| 30 novembre 2019 | Danemark                                                | 4 - 3 | Norvège                                                         | Turku, Finlande |  |
|                  | Louis Veis 8e 15e · Adam Fogt 12e · Kevin Jørgensen 34e |       | 2e Christopher · 24e Moen Tobias · 36e Schjetne Milos Vucenović |                 |  |
|                  | (Rapport)                                               |       |                                                                 |                 |  |

| 30 novembre 2019 | Suède                                                                                  | 7 - 1 | Groenland                 | Turku, Finlande |  |
|                  | Adnan Cirak 2e 6e 35e · Ayoub Abassi 15e 23e · Fehim Smajlovic 22e · Taha Abdi Ali 25e |       | 38e Rene Eriksen Petersen |                 |  |
|                  | (Rapport)                                                                              |       |                           |                 |  |

| 1 décembre 2019 | Norvège                                                             | 3 - 0 | Groenland | Turku, Finlande |
|                 | Milos Vucenović 3e · Erlend Tjøtta Vie 4e · Sindre Welo Myrvold 31e |       |           |                 |
|                 | (Rapport)                                                           |       |           |                 |

| 1 décembre 2019 | Finlande                                                        | 5 - 1 | Danemark            | Turku, Finlande |  |
|                 | Juhana Jyrkiäinen 6e 19e · Jarmo Junno 11e 26e · Iiro Vanha 18e |       | 29e Kevin Jørgensen |                 |  |
|                 | (Rapport)                                                       |       |                     |                 |  |

| 2 décembre 2019 | Suède                                                                               | 5 - 4 | Danemark                                                 | Turku, Finlande |  |
|                 | Albert Hiseni 14e · Adnan Cirak 21e 33e · Hampus Furublad 24e · Fehim Smajlovic 30e |       | 1re Mads Falck · 3e 12e Kevin Jørgensen · 34e Emil Scott |                 |  |
|                 | (Rapport)                                                                           |       |                                                          |                 |  |

| 2 décembre 2019 | Finlande                                                                                        | 6 - 1 | Norvège                | Turku, Finlande |  |
|                 | Miika Hosio 0e · Henri Alamikkotervo 10e · Jani Korpela 22e 33e 37e · Juha-Matti Savolainen 36e |       | 4e Myrvold Welo Sindre |                 |  |
|                 | (Rapport)                                                                                       |       |                        |                 |  |

| 3 décembre 2019 | Groenland                                                          | 4 - 3 | Danemark                                                    | Turku, Finlande |  |
|                 | Søren Kreutzmann 1re 35e · Frederik Funch 36e · Nikki Petersen 39e |       | 14e Mads Falck · 34e Louis Veis · 37e Mike Løhde Vestergård |                 |  |
|                 | (Rapport)                                                          |       |                                                             |                 |  |

| 3 décembre 2019 | Finlande                                                | 3 - 1 | Suède            | Turku, Finlande |  |
|                 | Aleksi Kylmälä 8e · Självmål 9e (csc) · Jarmo Junno 13e |       | 3e Albert Hiseni |                 |  |
|                 | (Rapport)                                               |       |                  |                 |  |

## Meilleurs buteurs
| 6 buts - Adnan Cirak 4 buts - Kevin Jørgensen 3 buts - Louis Veis - Jani Korpela - Henri Alamikkotervo - Juhana Jyrkiäinen - Jarmo Junno 2 buts - Søren Kreutzmann - Mads Falck - Sindre Welo Myrvold - Christopher Moen - Milos Vucenović - Tobias Schjetne - Ayoub Abassi - Albert Hiseni - Fehim Smajlovic - Miika Hosio - Iiro Vanha - Sergei Korsunov | 1 but - Patrick Fredriksen - Rene Eriksen Petersen - Frederik Funch - Nikki Petersen - Adam Fogt - Emil Scott - Mike Løhde Vestergård - Erlend Tjøtta Vie - Taha Abdi Ali - Hampus Furublad - Petri Grönholm - Antti Teittinen - Lassi Lintula - Teemu Lukkari - Juha-Matti Savolainen - Aleksi Kylmälä 1 but contre son camp (csc) - Självmål (face à la Finlande) |